# Molorchoepania opaca
Molorchoepania opaca là một loài bọ cánh cứng trong họ Cerambycidae.